# إدوارد غوستافسون
إدوارد غوستافسون (31 يناير 1977 فيلادلفيا الولايات المتحدة - ) هو لاعب كرة قدم سويدي يلعب كحارس مرمى.

## وصلات خارجية
إدوارد غوستافسون على موقع قاعدة بيانات كرة القدم.إي يو (الإنجليزية)
- إدوارد غوستافسون على موقع ناشيونال فوتبول تيمز (الإنجليزية)
- إدوارد غوستافسون على موقع عالم كرة القدم.نت (الإنجليزية)
- إدوارد غوستافسون على موقع AS.com (الإسبانية)